# Анђеоски водопад
Анђеоски водопад (шп. Salto Ángel, Salto Del Ángel, индијанско име Kerepakupai merú) је највиши водопад на свету са висином од 979 метара (слободан пад воде је 807 m). Налази се на маленој реци Чурун (притока реке Карони) у Националном парку Канајма у региону Гран Сабана провинције Боливар у Венецуели. Висина водопада је толика да се од ветрова вода претвара у измаглицу пре него што падне на земљу. Национални парк Канајма је 1994. године уписан на листу Светске баштине као природно добро.
Водопаде је 16. новембра 1933. угледао и ово откриће први објаио амерички авијатичар Џими Ејнџел. Он је био у потрази за рудним налазиштима. Покушао је да се авионом спусти поред водопада 9. октобра 1937, када је авион оштећен, а Џими је са три сарадника 11 дана пешачио до цивилизације. Водопади су добили име по његовом презимену.
Анђеоски водопад је најзначајнија туристичка атракција Венецуеле. Пут до водопада ни данас није једноставан, јер се налазе изоловани у џунглама Венецуеле.

## Назив водопада
У српској географској литератури назив овог водопада се интерпретира на неколико начина: Ејнџел, Енџел, Анхел, Анђеоски, што је последица различитих погледа на сам назив у оригиналу — „Angel Falls“. Будући да је водопад први запазио амерички пилот Џими Ејнџел, по њему је и добио име. Буквалан превод презимена овог пилота је анђео што је довело до устаљења назива Анђеоски водопад у српској географској литератури.